# HD 91270
HD 91270，又名CP-60 1945，SAO 250992、HR 4128，是一颗恒星，视星等为6.43，位于銀經286.87，銀緯-2.95，其B1900.0坐标为赤經10h 27m 5.6s，赤緯-60° -2.95′ 36″。